# Patrick Wessely
Patrick Wessely, Viena, Austria, 27 de marzo de 1994) es un futbolista austriaco que juega en la posición de lateral izquierdo. Actualmente milita en el  FC Neman Grodno de la Vysshaya Liga, la liga más importante de Bielorrusia.

## Carrera
Comenzó su carrera en el SV Langenzersdorf, para ser fichado en el 2004 por el Floridsdorfer AC, donde jugaría en los escalafones inferiores hasta que en 2008 el Admira Wacker se fija en él para su academia juvenil.
Tres años después Oliver Lederer, por entonces entrenador del segundo equipo, se fija en él para que pase a engrosar las filas del equipo. Después de jugar cinco temporadas en el primer equipo acaba abandonando el club camino al PFC Septemvri Sofia búlgaro.
Si bien el contrato con el club búlgaro era hasta finales de 2019, apenas seis meses después regresa al fútbol austriaco de la mano del SKN St. Pölten con el que firmó un contrato hasta la temporada 2017/2018.
Tras varios meses sin jugar al fútbol, en abril de 2019, fichó por el FC Neman Grodno hasta final de dicho año.

### Selección nacional
A fecha de abril de 2019 es internacional Sub-21 con su país. Debutó en un partido amistoso contra la selección de República Democrática del Congo.